# Glen Cohen
Glendon Howard Cohen (ur. 22 kwietnia 1954 w Linstead na Jamajce) – brytyjski lekkoatleta, sprinter, mistrz Europy z 1974.
Urodził się na Jamajce, ale jako dziecko przeniósł się z rodzicami do Wielkiej Brytanii i wychował w Wolverhampton.
Specjalizował się w biegu na 400 metrów. Zdobył brązowy medal w sztafecie 4 × 400 metrów oraz zajął 4. miejsce w biegu na 400 metrów na mistrzostwach Europy juniorów w 1973 w Duisburgu.
Zdobył złoty medal w sztafecie 4 × 400 metrów (która biegła w składzie: Cohen, Bill Hartley, Alan Pascoe i David Jenkins) na mistrzostwach Europy w 1974 w Rzymie. Na igrzyskach olimpijskich w 1976 w Montrealu odpadł w ćwierćfinale biegu na 400 metrów, a brytyjska sztafeta 4 × 400 metrów w składzie: Ainsley Bennett, Cohen, Jenkins i Pascoe nie ukończyła biegu eliminacyjnego.
Cohen zajął 5. miejsce w biegu na 400 metrów na halowych mistrzostwach Europy w 1977 w San Sebastián. Jako reprezentant Anglii zajął 5. miejsce w biegu na 400 metrów na igrzyskach Wspólnoty Narodów w 1978 w Edmonton, a sztafeta 4 × 400 metrów z jego udziałem została zdyskwalifikowana. Odpadł w półfinale biegu na 400 metrów i eliminacjach sztafety 4 × 400 metrów na mistrzostwach Europy w 1978 w Pradze. Na igrzyskach olimpijskich w 1980 w Moskwie odpadł w ćwierćfinale biegu na 400 metrów, a brytyjska sztafeta 4 × 400 metrów w składzie: Alan Bell, Tery Whitehead, Rod Milne i Cohen nie ukończyła biegu finałowego.
Był wicemistrzem Wielkiej Brytanii (AAA) w biegu na 200 metrów w 1976 i 1978 oraz w biegu na 400 metrów w 1975, a także halowym mistrzem w biegu na 200 metrów w 1977 i brązowym medalistą w biegu na 400 metrów w 1973. Był również wicemistrzem Wielkiej Brytanii (UK Championships) w biegu na 200 metrów w 1977 oraz brązowym medalistą w biegu na 400 metrów w 1978 i 1980.
Rekordy życiowe Cohena:
- bieg na 200 metrów – 20,90 s (14 sierpnia 1976, Londyn)
- bieg na 400 metrów – 45,49 s (21 maja 1978, Filadelfia)